# خرمانووا وولا
خرمانووا وولا (به لهستانی:  Hermanowa Wola) یک روستا در لهستان است که در گمینا رن واقع شده‌است. خرمانووا وولا ۱۰ نفر جمعیت دارد.